# Alois Podhajsky

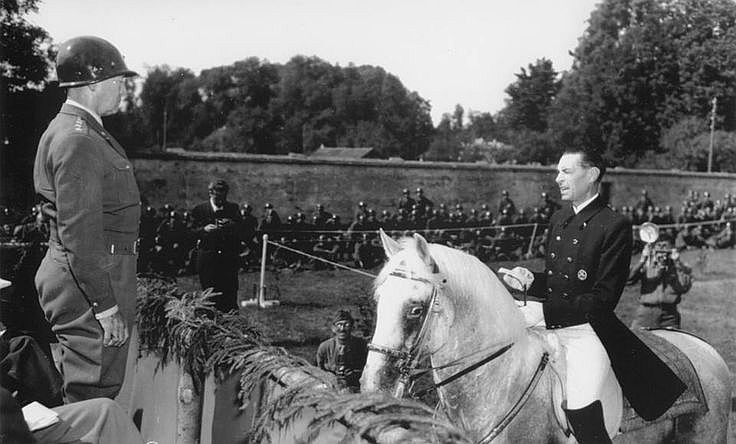
General George S. Patton und Alois Podhajsky, 1945

Alois Podhajsky (* 24. Februar 1898 in Mostar; † 23. Mai 1973 in Wien) war ein Reiter und Offizier in der österreichischen Armee und Leiter der Spanischen Hofreitschule.
Seinen ersten Reitunterricht erhielt Podhajsky im Alter von zwölf Jahren. Später war er Offizier in einem Infanterieregiment. Nach anfänglichen Teilnahmen an Springturnieren und ersten Dressurerfolgen wurde er zur Kavallerie versetzt. Seine Fortbildung erhielt er am Militärreit- und Fahrlehrerinstitut Schloss Hof. Während einer zweijährigen Abkommandierung (1933–34) an die Spanische Hofreitschule wurde er dort durch Wenzel Zrust, Gottlieb Polak und Ernst Lindenbauer unterrichtet. Bei den Olympischen Sommerspielen 1936 in Berlin erreichte er mit dem Hengst Nero eine Bronzemedaille im Dressurreiten.
Zum 1. März 1939 wurde Podhajsky zum Kommandeur der Spanischen Reitschule bestellt, die er bis 1964 leitete und an deren weiterem Schicksal und Überleben er maßgeblichen Anteil hatte. Er erreichte eine Rückbenennung in Spanische Hofreitschule, führte einen Sommeraufenthalt an der Hermesvilla im Lainzer Tiergarten für die Lipizzaner ein, erhöhte die Zahl der Pferde von 30 auf 70, beschaffte Material und Lüster für die Reitbahn, die immer noch im Einsatz sind, und führte den Galoppwechsel à tempo an der Spanischen Hofreitschule ein. Im Februar und März 1945 evakuierte er die Lipizzaner aus Wien. Eine Rückkehr der Reitschule in die angestammten Gebäude in Wien war allerdings erst 1955 möglich.
1948 nahm Podhajsky erneut an den Olympischen Spielen in London teil, mit Teja belegte er in der Dressur den 7. Platz.
Seit 1949 veranstaltete Podhajsky Auslandstourneen der Spanischen Hofreitschule, die deren Bekanntheit steigerten. 1963 doubelte er für den Film Flucht der weißen Hengste (Original: Miracle of the White Stallions), der die Ereignisse während der Operation Cowboy darstellt, Robert Taylor, der Alois Podhajsky spielte.
Auch nach seiner Pensionierung wirkte Podhajsky weiterhin als Reitlehrer und Autor zahlreicher Bücher zum Thema Reiten.
Am 23. Mai 1973 starb Podhajsky an einem Schlaganfall in Wien. Sein ehrenhalber gewidmetes Grab befindet sich auf dem Wiener Zentralfriedhof (Gruppe 40, Nummer 33).

## Publikationen
- Die Klassische Reitkunst, Rowohlt, Reinbek, 1980, ISBN 3-499-17037-X
- Kleine Reitlehre, Nymphenburger Verlagshandlung, München 1974, ISBN 3-485-01708-6
- Reiten und Richten, Nymphenburger Verlagshandlung, München 1973, ISBN 3-485-01718-3
- Der Reitlehrer
- Das große Buch der Spanischen Hofreitschule, Nymphenburger Verlagshandlung, München 1978, ISBN 3-485-01770-1